# Cueva de Las Palomas
El tubo volcánico de Cueva de Las Palomas (también conocido como tubo volcánico de Todoque, su antigua denominación oficial) es un tubo de lava ubicado entre las localidades de Las Manchas y Todoque del municipio de Los Llanos de Aridane, en la isla española de La Palma, comunidad autónoma de las Islas Canarias. Está declarado como lugar de interés natural por la Unesco y como monumento natural por el Gobierno de Canarias, formando parte de la Red Canaria de Espacios Naturales Protegidos, con el código P-11.

## Descripción
Los tubos de lava son estructuras geomorfológicas propias de zonas volcánicas jóvenes, que en La Palma cuentan con una buena representación. Su interés científico es eminentemente geológico y se acrecienta por su importancia biológica al albergar una fauna peculiar de invertebrados, que en este caso está formada por artrópodos troglobios adaptados a las especiales condiciones que se dan en el tubo volcánico.
La cueva de Las Palomas se formó como resultado de la erupción volcánica acaecida en 1949, la del volcán de San Juan, en concreto en la corriente de dicha erupción que afloró en el Llano del Banco y vertió hacia el lado oeste de la isla; el drenaje de la lava que fluía por el interior del conducto provocó la formación de esta galería. Cuenta con más de diez bocas que aportan luz natural en varios puntos del recorrido, siendo algunas de estas bocas antiguas fumarolas (más específicamente, orificios de desgasificación) por las que hubo escapes de lava y gases durante la formación del tubo. Las dimensiones están en torno a los tres metros de ancho por unos 560 de longitud, aunque una topografía más concienzuda posiblemente ampliaría su longitud por encima de los 600 metros.
El tubo posee, a su vez, una continuación, denominada Cueva de Todoque II, situada en su extremo oeste y no conectada subterráneamente con el resto del tubo. Esto se debe a un movimiento de tierras realizado en 1987 con la intención de destruir la cavidad, que acabó vertiendo una cantidad considerable de escorias y fragmentos de lava por una boca natural (un orificio de desgasificación), lo que ocasionó una obstrucción en el interior. No obstante, el tramo Todoque II, que tiene una longitud de 154 metros, posee una boca independiente por la que es posible acceder a su interior.
A diferencia de la localidad de Todoque, que está a un kilómetro al norte del sitio y que fue engullida por la colada de lava después de la erupción volcánica de La Palma de 2021, el tubo volcánico de Cueva de Las Palomas sigue intacto.

## Protección
Fue declarado por la Ley 12/1987, de 19 de junio, como paraje natural de interés nacional y reclasificado a su actual categoría por la Ley 12/1994, de 19 de diciembre, de Espacios Naturales de Canarias. Asimismo, todo el monumento es área de sensibilidad ecológica, a efectos de lo indicado en la Ley 11/1990, de 13 de julio, de Prevención de Impacto Ecológico.
Por su parte, la Ley 9/2014, de 6 de noviembre, recoge, en la disposición final decimoquinta, el cambio de denominación a Monumento Natural del Tubo Volcánico de Cueva de Las Palomas.